# Displasia dell'anca nel cane
La displasia dell'anca è la malattia osteoarticolare più comune nei cani di media e grande dimensione e meno frequente nei cani di piccola taglia.
Consiste in una malformazione dell'articolazione coxo-femorale (anca). Si riferisce ad una mancata congruenza tra la cavità articolare dell'anca (acetabolo) e la testa del femore, causando lussazioni o sub lussazioni, ossia il non allineamento dell'articolazione nella posizione naturale. La testa del femore non è tenuta saldamente nella posizione corretta e tende a "ballare"; questo continuo movimento mette sotto stress l'articolazione e i tessuti periarticolari, infiammandoli e indebolendoli.
Classificazione dei gradi di displasia secondo OFA (Orthopedic Foundation for Animals) Archiviato il 6 marzo 2022 in Internet Archive.:
- I Grado: piccola sublussazione con lieve disturbo e scarse alterazioni degenerative.
- II Grado: sublussazione laterale marcata della testa femorale, con un 25-50% fuori dell'acetabolo.
- III Grado: 50-75% della testa femorale è fuori dell'acetabolo; grandi cambiamenti degenerativi.
- IV Grado: dislocazione della testa femorale con appiattimento del bordo acetabolare e della testa del femore; grandi cambiamenti degenerativi.

## Cause
La displasia dell'anca nei cani ha una forte componente genetica, ma l'incidenza e la gravità dei sintomi dipende anche dalle condizioni di vita dell'animale. Tra questi, il più importante è il tasso di crescita: gli animali di taglia grande che crescono troppo velocemente (solitamente a causa di un'eccessiva assunzione di cibo), hanno una crescita diseguale delle ossa, dei tendini e dei muscoli, e dovranno sopportare un peso maggiore rispetto al normale, quando non sono ancora pienamente sviluppati: le articolazioni si deformeranno o non si formeranno correttamente. Un secondo fattore di rischio è rappresentato dall'eccessivo esercizio fisico e specialmente se ad alto impatto durante la fase di crescita.

## Sintomi
Alcuni segni che possono portare a un sospetto di displasia dell'anca sono:
- Zoppia che aumenta con l'esercizio
- Ondeggiamento dei fianchi durante le passeggiate
- Rigidità mattutina
- Difficoltà nell'alzarsi
- Atrofia muscolare
- Rifiuto all'attività fisica
- Cambiamenti di umore
- Dolore

I sintomi variano leggermente a seconda della razza e soprattutto dell'età del cane. Per ottenere la diagnosi è necessario fare una radiografia, solitamente sotto sedazione in quanto deve essere effettuata con i fianchi in estensione. Per poter escludere al 100% la displasia dell'anca la radiografia deve essere eseguita nel primo anno di età.

## Trattamento
Per trattare la displasia dell'anca nei cani, si ricorre solitamente ad una combinazione di azioni, da quelle più invasive a quelle conservative:
- Tecniche chirurgiche come la recisione del muscolo pettineo, l'osteotomia tripla dell'anca, una protesi al titanio o l'asportazione della testa femorale. Si tratta di interventi che non sono considerati curativi, tuttavia possono essere utili affinché l'articolazione torni alla sua forma anatomicamente corretta.
- Mantenimento del peso ottimale
- Utilizzo di appositi integratori alimentari per le articolazioni
- Utilizzo di aiuti ortopedici per cani come ad esempio un'imbracatura di supporto per sostenere il peso del cane o un tutore per cani con displasia dell'anca per stabilizzare l'articolazione.Se il grado di displasia dell'anca è tale da causare gravi problemi di mobilità, compromettendo la normale attività del cane, si può ricorrere all'uso di carrelli per cani disabili che permette all'animale di ritornare a muoversi in autonomia.
- Fisioterapia attraverso l'elettrostimolazione, gli ultrasuoni, il laser, i massaggi, la terapia di movimento passivo (movimenti articolari aiutati da un fisioterapista), l'idroterapia e esercizi a basso impatto.

## Prevenzione
Il fattore più importante per prevenire la displasia dell'anca nel cane è il tasso di crescita. Infatti, anche se l'animale è geneticamente predisposto, è possibile ridurre al minimo lo sviluppo della malattia. Questo dovrebbe essere costante e senza picchi. A tal proposito esistono tabelle di crescita che possono aiutare a tracciare il peso, tenendo conto del fatto che le curve saranno diverse a seconda del peso che il cane avrà da adulto. Sulla base di queste curve, è possibile identificare la quantità di cibo fornita adattandola ad ogni individuo. 
Il secondo fattore, in fase di crescita, è l'esercizio. Questo dovrebbe essere lieve, regolare e di basso impatto. 
Una diagnosi precoce è importante in quanto consente di iniziare il trattamento prima. 
La displasia dell'anca è un problema molto comune in alcune razze: Bulldog, Dogue de Bordeaux, San Bernardo, Mastino napoletano, Cane da pastore tedesco, Rottweiler, Golden.